# Frida Argento
Frida Argento (* 30. Januar 2000 in Stockholm) ist eine schwedische Schauspielerin.

## Leben und Karriere
Frida Argento wurde am 30. Januar 2000 in Stockholm geboren. Sie besuchte die Kulturuama Gymnasium. 2012 spielte sie in dem Kurzfilm Astrid mit. Anschließend spielte sie von 2021 bis 2024 in der Netflix-Serie Young Royals eine Hauptrolle als Sara Eriksson. Unter anderem war sie 2022 in der Serie Nattryttarna zu sehen. 2023 wurde Argento für die Serie Fejk gecastet. 2025 spielte sie in Die Åre-Morde.

## Filmografie
Serien
- 2021–2024: Young Royals
- 2022: Nattryttarna
- 2023: Feyk
- 2025: Die Åre-Morde